# 天皇氏

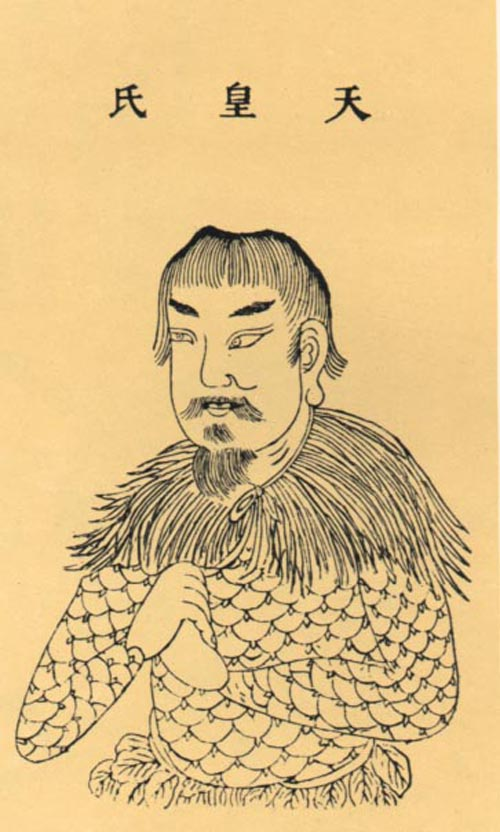
天皇氏

天皇氏，三皇之一。根據《春秋命歷序》，天地初立，天始於北極，地始於崑崙，日月五星俱起牽牛，四萬五千年後，日月五星一輪轉，有天皇氏號為防五，天皇共有十三人，皆為兄弟，相繼而治，以木德稱王。天皇被跡在柱州崑崙山下，定天象，法地儀，作干支以定日月行度，共治一萬八千歲。
《尚書大傳》以燧人為天皇。 《洞神八帝妙精經》和《天皇至道太清玉冊》以伏羲為天皇。

## 九皇
道教將三皇之說擴充為上中下三皇，一共九皇。
《洞神八帝妙精經》以初三皇之天皇君長九寸，披青錦帔，著青錦裙，戴九天寶冠，執飛仙玉策。以《春秋命歷序》所載為中三皇之天皇君，人面蛇身，十三頭，姓望，名獲，字閏。後三皇之天皇君為庖犧，人面蛇身，姓風，號太昊。
明朝道教事典《天皇至道太清玉冊》以「玉清聖境元始天尊盤古氏」為上三皇之天皇，「天寶君」為中三皇之天皇，「大昊伏羲氏」為下三皇之天皇。

## 圖集

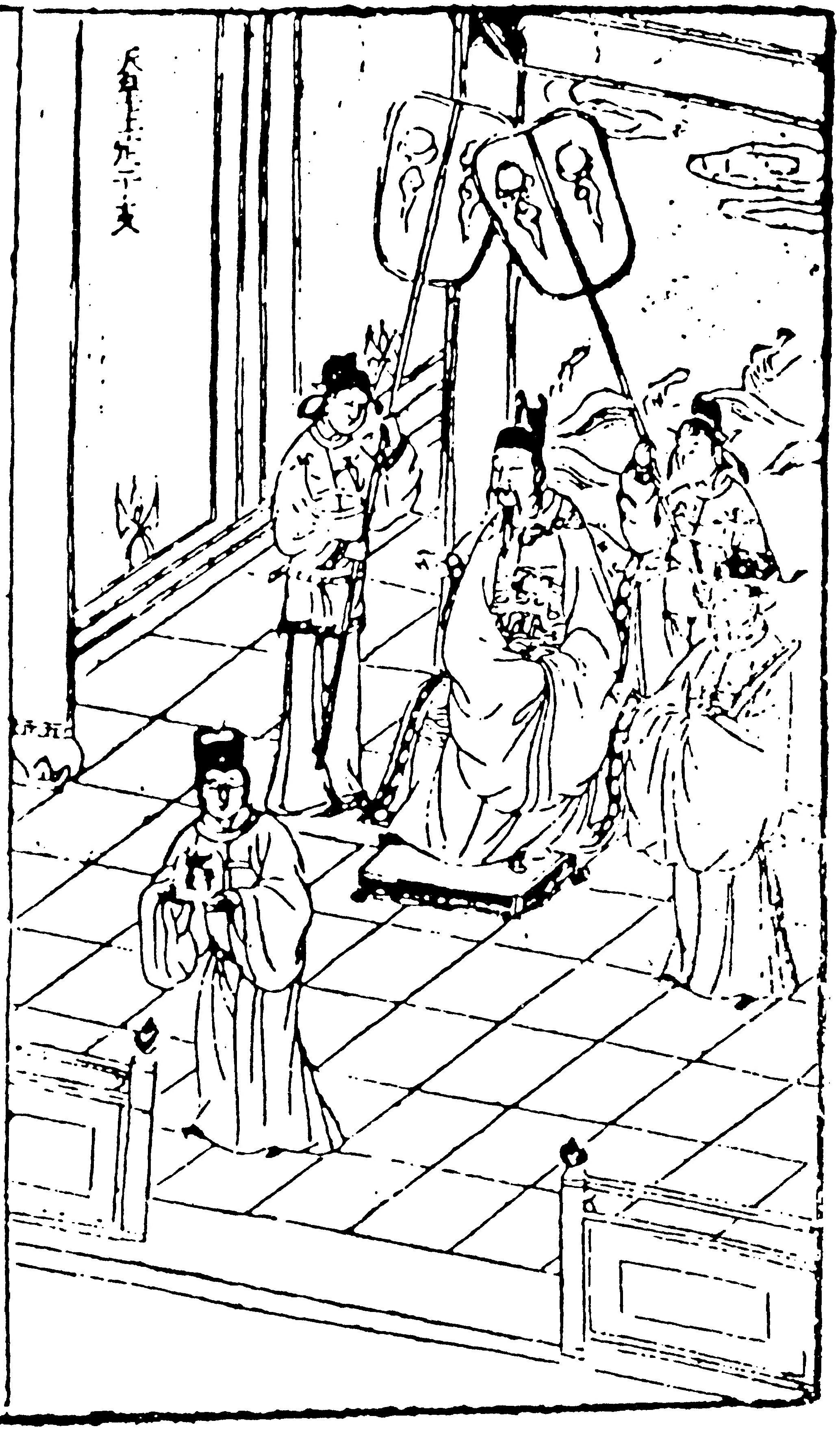
天皇主定干支
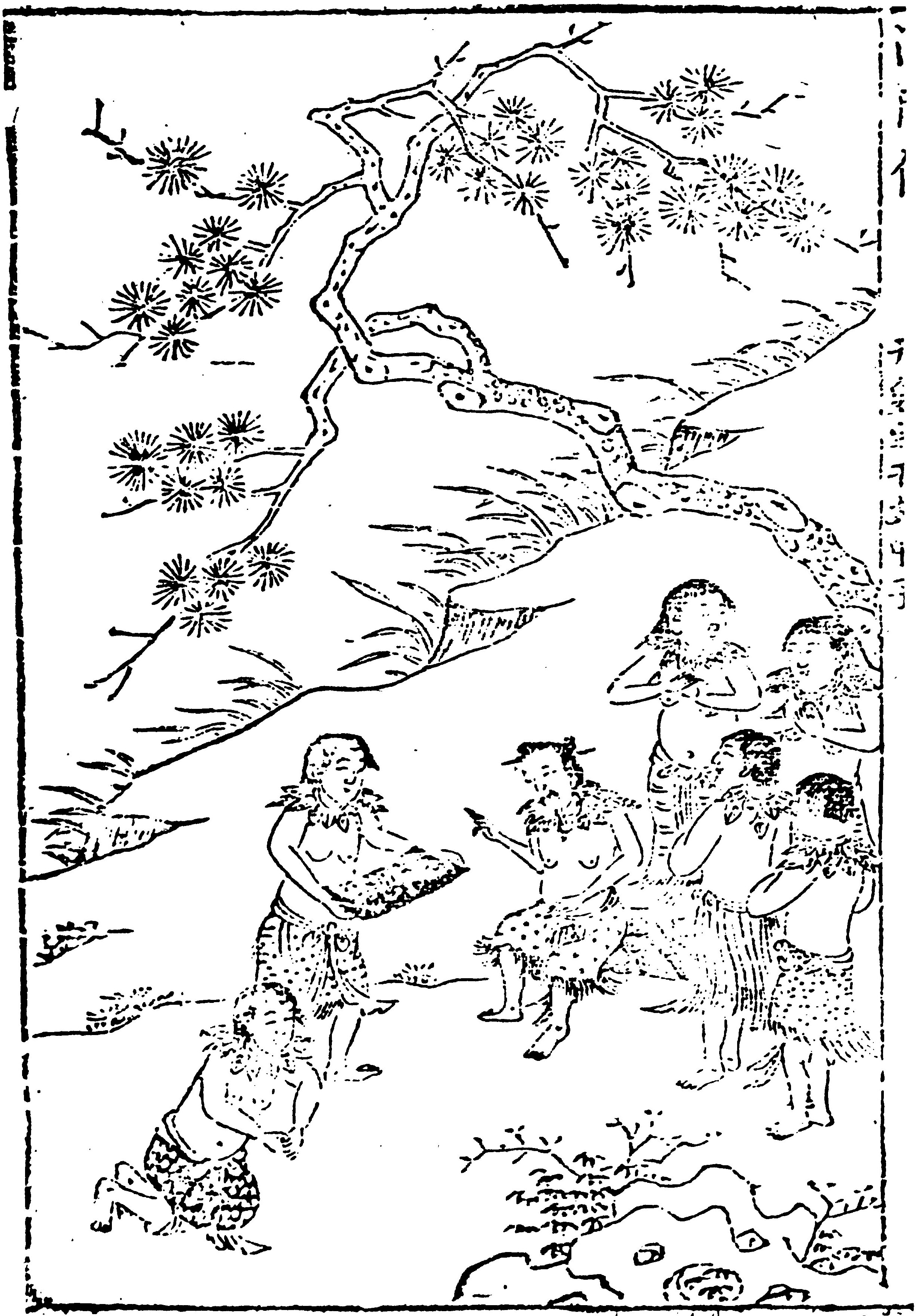
天皇定干支甲子